# قرمز سودان ۷بی
قرمز سودان ۷ب (به انگلیسی: Sudan Red 7B) یک ترکیب شیمیایی با شناسه پاب‌کم ۶۱۳۹۶ است.